# ورزشگاه حیدر علی‌اف
ورزشگاه حیدر علی‌اف (به لاتین: Heydar Aliyev Stadium) یک ورزشگاه در جمهوری آذربایجان است که در ایمیشلی واقع شده‌است. این ورزشگاه در سال ۲۰۰۶ گشایش یافت.